# Saison 1 de Devious Maids
Chronologie
Saison 2
Cet article présente les treize épisodes de la première saison de la série télévisée américaine Devious Maids.

## Synopsis
Carmen, Zoila, Valentina et Rosie sont quatre domestiques d’origine hispanique, travaillant dans un quartier résidentiel très calme de Beverly Hills. Elles sont entourées de luxe et de privilèges, mais on leur rappelle constamment qu'elles ne sont que de simples domestiques. Leur travail consiste à nettoyer les désordres laissés par les rocks stars, les milliardaires et des célébrités égocentriques pour qui elles travaillent. Mais elles espèrent avoir une vie meilleure en Amérique (États-Unis) et être traitées avec respect. Quand leur amie et employée de maison, Flora, est retrouvée sauvagement assassinée, leur quotidien est bouleversé…Marisol, une nouvelle femme de ménage fait son entrée, mais ont-elles raison de douter d'elle ?
L'intrigue principale de cette première saison tourne autour de Flora à savoir qui l'a tué. En effet, Eddie Suarez est présumé coupable, mais sa mère qui n'est autre que Marisol, pense son fils innocent, elle cherche alors le vrai coupable afin de faire sortir son fils de prison. De son côté, Carmen tente de percer dans la musique grâce à son employeur Alejandro Rubio, chanteur à succès, mais celui-ci n'a pas l'air décidé, à moins que cela puisse arranger sa situation ; Zoila doit faire face au retour d'Henri, le frère de la propriétaire Geneviève Delatour qui n'est autre que son ex ; Valentina tente de séduire Rémi Delatour, fils de Geneviève, malgré les réprimandations de sa mère ; Rosie tombe amoureuse de Spence, son patron, mais celui-ci est marié à Peri, une actrice au cœur de pierre.

## Distribution

### Acteurs principaux
- Ana Ortiz (VF : Véronique Alycia) : Marisol Duarte-Suarez
- Dania Ramirez (VF : Ethel Houbiers) : Rosie Falta
- Roselyn Sánchez (VF : Laëtitia Lefebvre) : Carmen Luna
- Judy Reyes (VF : Julie Turin) : Zoila Diaz
- Edy Ganem (VF : Jessica Monceau) : Valentina Diaz
- Rebecca Wisocky (VF : Véronique Borgias) : Evelyn Powell
- Tom Irwin (VF : Pierre-François Pistorio) : Adrian Powell
- Brianna Brown (VF : Sybille Tureau) : Taylor Stappord
- Brett Cullen (VF : Guy Chapellier) : Michael Stappord
- Mariana Klaveno (VF : Sandra Valentin) : Peri Westmore
- Grant Show (VF : Thierry Ragueneau) : Spence Westmore
- Drew Van Acker (VF : Emmanuel Garijo) : Remi Delatour
- Wolé Parks (VF : Pascal Nowak) : Sam Alexander
- Susan Lucci (VF : Blanche Ravalec) : Genevieve Delatour

### Acteurs récurrents
- Matt Cedeño (VF : Bertrand Liebert) : Alejandro Rubio, patron de Carmen
- Melinda Page Hamilton (VF : Brigitte Virtudes) : Odessa Burakov, collègue de Carmen
- Paula Garcés (VF : Véronique Desmadryl) : Flora Hernandez
- Maria Howell (VF : Laura Zichy) : Ida Hayes, avocate du fils de Marisol
- Valerie Mahaffey (VF : Élisabeth Fargeot) : Olivia Rice, ex-femme de Michael
- Eddie Hassell (VF : Donald Reignoux) : Eddie Suarez, fils de Marisol
- Damon Sementilli (VF : Sébastien Finck) : Cody
- Stephen Collins (VF : Jean-Luc Kayser) : Phillipe Delatour, ex-mari de Genevieve et père de Remi
- Alex Fernandez (en) (VF : Jean-François Aupied) : Pablo Diaz, mari de Zoila et père de Valentina

### Invités
- Dean Cudworth (VF : Jean-Jacques Nervest) : John McNamara
- Benny Ciaramello : Aldo
- Anna Enger (de) (VF : Claire Baradat) : Stacey
- Justin Miles : Dan
- Richard Burgi (VF : Bernard Lanneau) : Henri, jeune frère de Genevieve
- Jolie Jenkins (VF : Marie Giraudon) : Julie
- Kirsten Prout (VF : Marie-Eugénie Maréchal) : Allison, amie de Remi
- Andrea Parker (VF : Françoise Rigal) : Brenda Coulfax
- Dakin Matthews : Alfred Pettigrove, mari éphémère de Genevieve
- Jaime Camil (VF : Thierry Kazazian) : Oscar Valdez, ex-mari de Carmen

## Liste des épisodes

### Épisode 1:Bonnes à tout faire
- États-Unis : 23 juin 2013 sur Lifetime[1]
- France :
  - 9 février 2014 sur Téva[2]
  - 21 juin 2014 sur M6[3]
- Belgique : 9 mars 2014 sur RTL-TVI[4]

- États-Unis : 1,99 million de téléspectateurs[5] (première diffusion)
- France : 1,32 million de téléspectateurs[6] (deuxième diffusion)
- France : 300 000 téléspectateurs[7] (première diffusion)
- Belgique : 427 300 téléspectateurs[8] (première diffusion)

### Épisode 2:Dresser la table
- États-Unis : 30 juin 2013 sur Lifetime
- France :
  - 9 février 2014 sur Téva
  - 21 juin 2014 sur M6
- Belgique : 9 mars 2014 sur RTL-TVI

- États-Unis : 2,09 millions de téléspectateurs[9] (première diffusion)
- France : 300 000 téléspectateurs[7] (première diffusion)
- France : 1,32 million de téléspectateurs[6] (deuxième diffusion)
- Belgique : 352 600 téléspectateurs[8] (première diffusion)

Valentina, la fille de Zoila, qui travaillent toutes deux chez Ms Delatour déploie des manœuvres pour se rapprocher du fils de la famille, Rémi. Ce qui a le don d'énerver Zoila.
Rosie se retrouve entre les disputes de Spence et Peri.

### Épisode 3:Nettoyer derrière soi
- États-Unis : 7 juillet 2013 sur Lifetime
- France :
  - 9 février 2014 sur Téva
  - 21 juin 2014 sur M6
- Belgique : 9 mars 2014 sur RTL-TVI

- États-Unis : 2,53 millions de téléspectateurs[10] (première diffusion)
- France : 300 000 téléspectateurs[7] (première diffusion)
- France : 1,2 million de téléspectateurs[6] (deuxième diffusion)
- Belgique : 296 400 téléspectateurs[8] (première diffusion)

Olivia, l'ancienne femme de Michael révèle le passé de Taylor par jalousie.
Geneviève aide Valentina à ce que cette dernière soit plus qu'une amie pour Rémi.

### Épisode 4:Comme on fait son lit…
- États-Unis : 14 juillet 2013 sur Lifetime
- France :
  - 16 février 2014 sur Téva
  - 21 juin 2014 sur M6
- Belgique : 16 mars 2014 sur RTL-TVI

- États-Unis : 2,23 millions de téléspectateurs[11] (première diffusion)
- France : 950 000 téléspectateurs[6] (deuxième diffusion)
- Belgique : 365 600 téléspectateurs[12] (première diffusion)

### Épisode 5:Le Cadeau d'anniversaire
- États-Unis : 21 juillet 2013 sur Lifetime
- France :
  - 16 février 2014 sur Téva
  - 28 juin 2014 sur M6
- Belgique : 16 mars 2014 sur RTL-TVI

- États-Unis : 2,78 millions de téléspectateurs[13] (première diffusion)
- France : 1,3 million de téléspectateurs[14] (deuxième diffusion)
- Belgique : 325 900 téléspectateurs[12] (première diffusion)

### Épisode 6:Les Fruits de la passion
- États-Unis : 28 juillet 2013 sur Lifetime
- France :
  - 23 février 2014 sur Téva
  - 28 juin 2014 sur M6
- Belgique : 23 mars 2014 sur RTL-TVI

- États-Unis : 2,88 millions de téléspectateurs[15] (première diffusion)
- France : 1,2 million de téléspectateurs [14] (deuxième diffusion)
- Belgique : 436 200 téléspectateurs[16] (première diffusion)

### Épisode 7:Sous couverture
- États-Unis : 4 août 2013 sur Lifetime
- France :
  - 23 février 2014 sur Téva
  - 28 juin 2014 sur M6
- Belgique : 23 mars 2014 sur RTL-TVI

- États-Unis : 2,74 millions de téléspectateurs[17] (première diffusion)
- France : 1 million de téléspectateurs[14] (deuxième diffusion)
- Belgique : 366 900 téléspectateurs[16] (première diffusion)

### Épisode 8:L'amour n'a pas d'âge
- États-Unis : 11 août 2013 sur Lifetime
- France :
  - 2 mars 2014 sur Téva
  - 28 juin 2014 sur M6
- Belgique : 30 mars 2014 sur RTL-TVI

- États-Unis : 2,66 millions de téléspectateurs[18] (première diffusion)
- France : 950 000 téléspectateurs[14] (deuxième diffusion)
- Belgique : 419 200 téléspectateurs[19] (première diffusion)

Geneviève veut se marier avec Alfred, elle lui fait croire qu'elle a 39 ans et qu'elle lui fera un enfant.
Marisol a demandé à Rosie de chercher le CD de Flora qui pourrait innocenter son fils.

### Épisode 9:Proposition indécente
- États-Unis : 18 août 2013 sur Lifetime
- France :
  - 2 mars 2014 sur Téva
  - 5 juillet 2014 sur M6
- Belgique : 30 mars 2014 sur RTL-TVI

- États-Unis : 2,56 millions de téléspectateurs[20] (première diffusion)
- France : 1,33 million de téléspectateurs[21] (deuxième diffusion)
- Belgique : 400 600 téléspectateurs[19] (première diffusion)

### Épisode 10:Une question d'honneur
- États-Unis : 25 août 2013 sur Lifetime
- France :
  - 9 mars 2014 sur Téva
  - 5 juillet 2014 sur M6
- Belgique : 6 avril 2014 sur RTL-TVI

- États-Unis : 2,48 millions de téléspectateurs[22] (première diffusion)
- France : 1,2 million de téléspectateurs[21] (deuxième diffusion)
- Belgique : 277 300 téléspectateurs[23] (première diffusion)

### Épisode 11:Le Bon Vieux Temps
- États-Unis : 8 septembre 2013 sur Lifetime
- France :
  - 9 mars 2014 sur Téva
  - 5 juillet 2014 sur M6
- Belgique : 6 avril 2014 sur RTL-TVI

- États-Unis : 2,49 millions de téléspectateurs[24] (première diffusion)
- France : 1,1 million de téléspectateurs[21] (deuxième diffusion)
- Belgique : 271 100 téléspectateurs[23] (première diffusion)

- Larry Miller (Frank)

Carmen et Alejandro n'ont pas le même point de vue par rapport au fiancé de ce dernier.

### Épisode 12:Les Mains sales, première partie
- États-Unis : 15 septembre 2013 sur Lifetime
- France :
  - 16 mars 2014 sur Téva
  - 12 juillet 2014 sur M6
- Belgique : 13 avril 2014 sur RTL-TVI

- États-Unis : 2,52 millions de téléspectateurs[25] (première diffusion)
- Belgique : 306 300 téléspectateurs[26] (première diffusion)
- France : 1,07 million de téléspectateurs[27] (deuxième diffusion)

### Épisode 13:Les Mains sales, deuxième partie
- États-Unis : 22 septembre 2013 sur Lifetime
- France :
  - 16 mars 2014 sur Téva
  - 12 juillet 2014 sur M6
- Belgique : 13 avril 2014 sur RTL-TVI

- États-Unis : 2,95 millions de téléspectateurs[28] (première diffusion)
- Belgique : 291 500 téléspectateurs[26] (première diffusion)
- France : 1 million de téléspectateurs[27] (deuxième diffusion)

- Cet épisode réalise la meilleure audience de la saison aux États-Unis[28].